# Kisjankó Bori
Kisjankó Bori (ur. 27 sierpnia 1876 w Egerze, zm. 14 lipca 1954 w Mezőkövesd) – hafciarka i projektantka haftów Matyó.

## Życiorys
Jej dziadek János Nagy był kuśnierzem. Z powodu niskiego wzrostu nadano mu pseudonim Kisjankó. Jego córka Bori pracowała w sklepie, a dodatkowo haftowała i projektowała wzory. Jej talent odziedziczyła córka Barbara Molnár, potem Mártan Gaspar, bardziej znana pod pseudonimem Kisjankó Bori. Po wyjściu za mąż urodziła sześcioro dzieci, z których dwoje zmarło. Wychowała czterech synów. Projektowała nowe wzory. Za swoje prace została uhonorowana tytułem Mistrz Sztuki Ludowej. W 2012 roku sztuka ludu Matyó, w tym haft ludowy, została wpisana przez UNESCO na listę reprezentatywną niematerialnego dziedzictwa ludzkości

## Dziedzictwo
Jeden z jej potomków, nauczyciel wychowania fizycznego Gáspár Gábor na podstawie oryginalnych rysunków, wzorów, haftów i kompozycji, w 2017 roku stworzył we współpracy z Anna Burda kolekcję ubrań i pamiątek, którym nadał nazwę Kissing Roses-original matyó composition by Kisjankó Bori. Anna jest węgierską projektantką, która projektowała kolekcję ubrań dla węgierskiej reprezentacji na olimpiadę w 2000 roku.